# Sabrina Jonnier
Sabrina Jonnier, née le 19 août 1981 à Hyères, est une cycliste française spécialiste en VTT de descente.
Elle remporte 5 fois le classement général de la Coupe du monde de descente en 2003,  2005, 2007, 2009 et 2010. Elle est championne du monde de descente en 2006 et 2007.

## Biographie
Le 15 juillet 2012 lors des championnats de France de VTT aux Gets, elle annonce la fin de sa carrière sportive pour la fin de la saison 2012. À la suite d'un grave accident à Pietermaritzburg en mars 2012, et après plus de 25 ans de carrière, elle ne souhaite plus prendre de risque ni avoir de nouvelles blessures.

## Palmarès

### Championnats du monde de descente
- Juniors (1)
  -  Championne du monde juniors en 1999 (Åre, en Suède)
- Élites (2)
  -  Championne du monde  en 2006 (Rotorua, en Nouvelle-Zélande)
  -  Championne du monde  en 2007 (Fort William, en Écosse)
  - 2e en 2003, 2005, 2008 et 2010

### Championnats du monde de 4-cross
- Élites
  - 2e en 2003
  - 3e en 2002

### Championnats du monde de dual slalom
- Élites
  - 3e en 2000

### Coupe du monde
- Coupe du monde de descente (5)
  - 3e en 2001  (1 manche)
  - 2e en 2002
  - 1re en 2003
  - 2e en 2004
  - 1re en 2005 (2 manches)
  - 2e en 2006 (2 manches)
  - 1re en 2007 (2 manches)
  - 2e en 2008 (1 manche)
  - 1re en 2009 (6 manches)
  - 1re en 2010 (2 manches)
  - 5e en 2011
- Coupe du monde de dual-slalom
  - 3e en 1998
  - 2000 (1 manche)
- Coupe du monde de four-cross (1)
  - 2e en 2002 (1 manche)
  - 2e en 2003
  - 1re en 2004 (3 manches)

### Championnats d'Europe
- Championne d'Europe de descente juniors : 1997, 1998 et 1999
- Championne d'Europe de dual-slalom : 2001
- Championne d'Europe de descente : 2007 et 2008

### Championnats de France
- Championne de France de descente : 2000, 2007 et 2010
- Championne de France de snow bike : 2022